# Научно-техническая информация
Научно-техническая информация (НТИ) — сведения о документах и фактах, получаемых в ходе научной, научно-технической и инновационной деятельности. Документированная НТИ — зафиксированная на материальном носителе НТИ с реквизитами, позволяющими её идентифицировать.

## Виды НТИ
Первичные документы — документы, включающие исходные сведения, полученные в процессе исследований, разработок, наблюдений и других видов человеческой деятельности. К ним относятся книги, брошюры, периодические издания, патентная документация, нормативно-техническая документация, промышленные каталоги, конструкторская документация, отчеты, депонированные рукописи, переводы научно-технической литературы и документации, другие публикуемые и непубликуемые научно-технические документы.
Вторичные документы — документы, которые являются результатом аналитико-синтетической переработки одного или нескольких первичных документов. К ним относятся аннотации, рефераты, обзоры, синопсисы, указатели, справочники и др.
Научные данные — это: статистические данные, подборки цифровых изображений, аудиозаписи, стенограммы интервью, данные обследования и наблюдения на местах с соответствующими аннотациями, интерпретации, произведения искусства, архивы, найденные предметы, опубликованные тексты или рукописи и др.

## Ресурсы НТИ
Научные документы и данные, организованные в информационные фонды, массивы, базы и банки данных, образуют ресурсы НТИ. В последние годы распространение получили такие формы ресурсов НТИ как электронные библиотеки, репозитории, географические, аналитические и экспертные информационные системы, системы добавленной и виртуальной реальности, другие интерактивные формы.

## Научно-информационная деятельность
'Научно-информационная деятельность' (НИД) — совокупность действий, связанных с созданием, сбором, систематизацией, аналитико-синтетической переработкой, фиксацией, хранением, распространением и предоставлением пользователю НТИ, оформилась как самостоятельная отрасль в 1940—1960 гг. XX в. В это время в мире появилось множество национальных, отраслевых, тематических и других специализированных центров обработки НТИ.
Наибольшую известность получили такие центры как Институт научной информации (ISI) в США во главе с Ю. Гарфилдом, Французская национальная система НТИ (PASCAL), Японский центр научно-технической информации (Japan Information Center of Science and Technology, JICST), Chemical Abstract Service и др. В центрах НТИ были созданы многочисленные АИС НТИ. В настоящее время из мировых систем научной информации наиболее популярны Web of Science, Scopus, Chemical Abstracts, PubMed, Springer, Agris, GeoRef, INSPEC, Astrophysics Data System, MathSciNet, zbMATH, STN и др. Доступ к ресурсам НТИ стал одним из важных компонентов информационного бизнеса в развитых странах. В то же время возникло и активно себя проявило движение за открытый доступ к НТИ, которое поставило под вопрос сложившиеся бизнес-модели НИД.

## Научно-техническая информация в СССР и современной России
В СССР в 1960-х гг. была создана крупнейшая в мире Государственная система научно-технической информации (ГСНТИ) включавшая 10 всесоюзных, около 150 отраслевых и региональных органов НТИ, а также св. 4 тыс. органов НТИ на предприятиях и организациях. ГСНТИ была организована по принципу централизованной обработки и децентрализованного использования НТИ. В ГСНТИ к концу 1980-х гг. было занято около 150 тыс. чел. Среди всесоюзных институтов информации нужно упомянуть ВИНИТИ РАН, ИНИОН РАН, ЦНИИПИ (ныне ФИПС), ВНТИЦ (ныне ЦИТИС), ВНИИКИ (ныне Стандартинформ), ВИМИ (ныне закрыт). Из отраслевых институтов заслуженную известность получили Информэлектро, НИИТЭХИМ, ЦНИИатоминформ и многие другие, В стране действовали десятки автоматизированных информационных систем НТИ, многие как участники международных систем и сетей, в результате научных исследований были получены результаты мирового уровня. Международные контакты в сфере НТИ поддерживал специализированный Международный центр научно-технической информации (МЦНТИ).
Экономические и административные реформы в новой России начала 1990-х гг. совпали с революционными изменениями в информационных технологиях, которые привели к появлению Интернета, развитию мобильной связи и персонализации доступа. В результате, многие органы НТИ были закрыты, другие сменили профиль, исчезло централизованное управление. ГСНТИ как целостная система перестала существовать, хотя некоторые её компоненты продолжают стабильно функционировать.
В настоящее время наряду с сохранившимися компонентами ГСНТИ, возникли и успешно развиваются многие негосударственные (коммерческие и некоммерческие) системы НТИ (Научная электронная библиотека, Киберленинка, Интегрум). Множество локальных ресурсов НТИ генерируют отдельные научные учреждения, вузовские кафедры, научные общества и группы, отдельные ученые, в том числе в социальных сетях. В результате НТИ в настоящее время представляет собой быстро растущее и неупорядоченное множество ресурсов, имеющих различные структуры, тематики и функциональные назначения. Попытки интеграции ресурсов НТИ носят частный и несистемный характер. Большинство ресурсов и продуктов НТИ создаются, распространяются и потребляются в электронном виде. Одновременно быстро развиваются новые информационные технологии, в том числе семантические технологии, big data, искусственный интеллект, машинное обучение и др. В этих условиях ряд специалистов высказываются в пользу разработки концепции национальной системы НТИ с целью формирования единого цифрового пространства знаний .